# Кісілюк Євгеній Михайлович
Євгеній Михайлович Кісілюк (або Євген Кісілюк, іноді Євген Кисилюк; нар. 27 січня 1995) — український волейболіст, догравальник, гравець ГКС та збірної України.

## Життєпис
Народжений 27 січня 1995 року. Мама — Тетяна, колишня спортсменка.
Вихованець Жмеринської ДЮСШ. Випускник Медичного інституту Сумського державного університету.
Виступав у складах сумського «Хімпрому» (зокрема, 2015 року) та «Кримсоди» з Красноперекопська.
Від сезону 2016—2017 грав у складі львівського ВК «Барком-Кажани». Капітан команди в сезонах 2018—2019, 2019—2020. 7 липня 2020 року сайт «Баркому-Кажанів» повідомив, що капітан покидає клуб. У липні цього року став гравцем словенського клубу «ОК Марибор» (Меркур Марибор). У травні 2021 стало відомо, що в сезоні 2021—2022 Євген захищатиме барви СК «Епіцентр-Подоляни» з Городка на Хмельниччині.
Учасник Всесвітньої універсіади 2017 року в Тайбеї (Тайвань), першості світу 2022 (вдало підмінив Василя Тупчія в матчі зі збірною Пуерто-Рико, набравши за три сети 8 очок).
Вдало зіграв у нападі в матчі Плюс Ліги сезону 2024—2025 проти люблінського клубу «Боґданка ЛУК» (у його складі — Вільфредо Леон), реалізувавши 14 атак із 17-ти. 

## Досягнення

### Клубні
Україна 
- Чемпіон України (2): 2018–2019, 2021–2022.
- Срібний призер України (4): 2014–2015, 2016–2017, 2022–2023, 2023–2024.
- Переможець Кубка України (4): 2016-2017, 2018-2019, 2022-2023, 2023-2024.
- Переможець Суперкубка України (4): 2016, 2018, 2019, 2023.

 Словенія 
- Чемпіон Словенії: 2020-2021[17].

- Срібний призер Середньоєвропейська ліги: 2020-2021.

### У збірній
- Чемпіон Євроліги (2): 2017, 2024.
- Бронзовий призер Кубка Претендентів: 2023.

### Індивідуальні
- Найкращий догравальник Кубка України 2017-2018.
- MVP Євроліги 2024.